# Bono de guerra

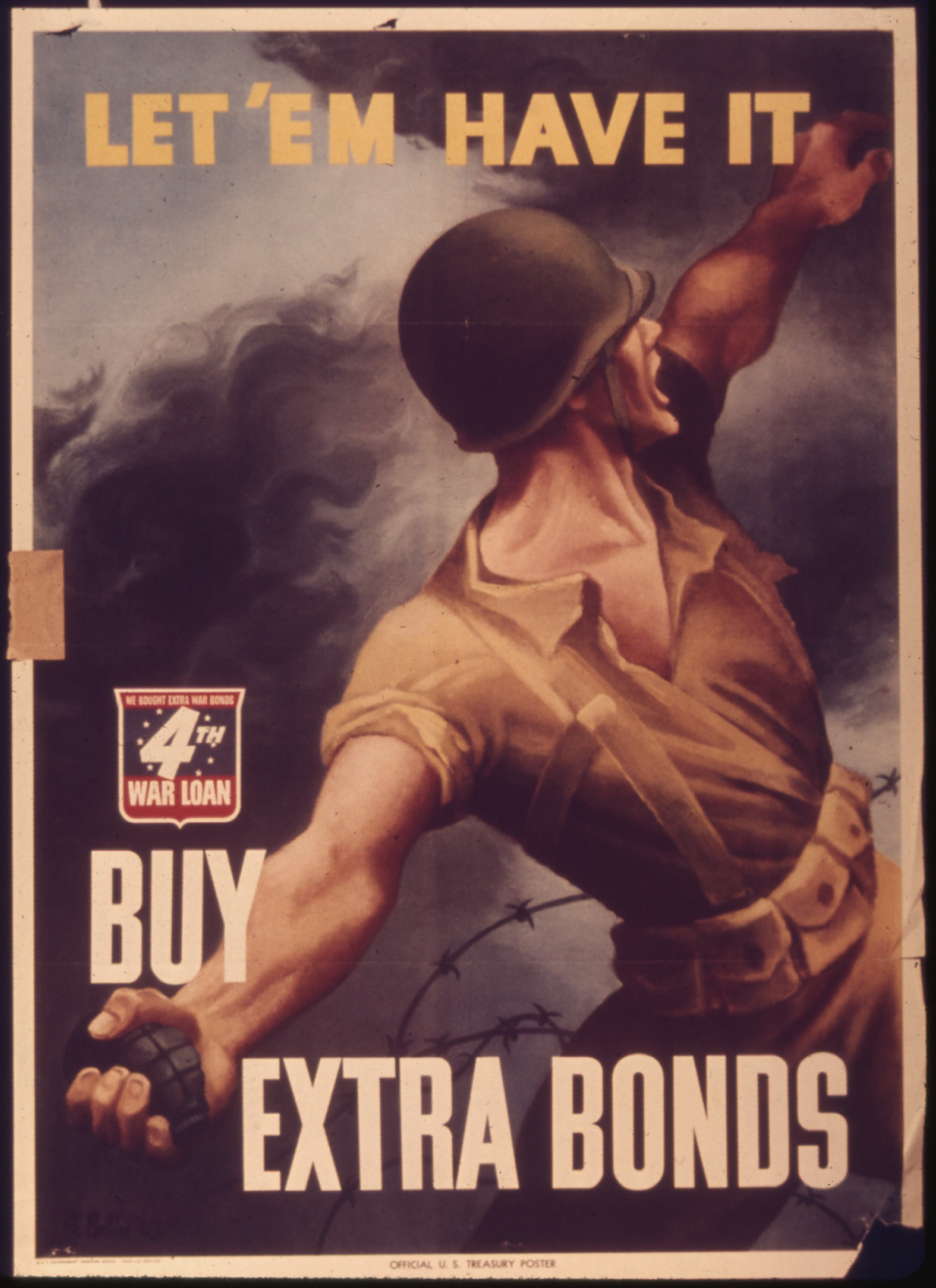
Let'em have it (1943), anuncio publicitario de bonos de guerra diseñado por Bernard Perlin.

Italia, 1917

Los bonos de guerra son un instrumento financiero que emplean los estados para financiar las operaciones militares durante un periodo de guerra. Al igual que cualquier otro tipo de bono, devenga intereses y el Estado amortiza la deuda (es decir, el Estado adquiere una deuda con un particular o una institución y tiene que devolverle al acreedor el dinero prestado y pagarle los intereses correspondientes). Estos bonos también son objeto de clasificación por organizaciones independientes que evalúan la seguridad del bono.
Pueden estar garantizados o no, y tener una duración de corto, mediano o largo plazo. Aun cuando los bonos estén garantizados, si el gobierno emisor queda en mal estado después de la guerra, el acreedor corre el riesgo de perder el dinero invertido.

## ¿Por qué bonos y no impuestos?
Los bonos son una alternativa de financiamiento de la actividad bélica. Otra fuente de financiación son los impuestos. Muchos gobiernos y economistas prefieren los bonos a los impuestos para aplazar la amortización.

## Historia

### Primera Guerra Mundial
| Deutsche Kriegsanleihen und Schatzanweisungen im Ersten Weltkrieg (en millones de marcos) | Deutsche Kriegsanleihen und Schatzanweisungen im Ersten Weltkrieg (en millones de marcos) | Deutsche Kriegsanleihen und Schatzanweisungen im Ersten Weltkrieg (en millones de marcos) | Deutsche Kriegsanleihen und Schatzanweisungen im Ersten Weltkrieg (en millones de marcos) | Deutsche Kriegsanleihen und Schatzanweisungen im Ersten Weltkrieg (en millones de marcos) |
| Kriegsanleihe                                                                             | Kriegsanleihe                                                                             | Nennbetrag der Zeichnung                                                                  | Ausstehende Schatzanweisungen                                                             | Saldo                                                                                     |
| ----------------------------------------------------------------------------------------- | ----------------------------------------------------------------------------------------- | ----------------------------------------------------------------------------------------- | ----------------------------------------------------------------------------------------- | ----------------------------------------------------------------------------------------- |
| I.                                                                                        | Septiembre 1914                                                                           | 4.460                                                                                     | 2.632                                                                                     | +1.832                                                                                    |
| II.                                                                                       | Marzo 1915                                                                                | 9.060                                                                                     | 7.209                                                                                     | +1.851                                                                                    |
| III.                                                                                      | Septiembre 1915                                                                           | 12.101                                                                                    | 9.691                                                                                     | +2.410                                                                                    |
| IV.                                                                                       | Marzo 1916                                                                                | 10.712                                                                                    | 10.388                                                                                    | +324                                                                                      |
| V.                                                                                        | Septiembre 1916                                                                           | 10.652                                                                                    | 12.766                                                                                    | -2.114                                                                                    |
| VI.                                                                                       | Marzo 1917                                                                                | 13.122                                                                                    | 14.855                                                                                    | -1.733                                                                                    |
| VII.                                                                                      | Septiembre 1917                                                                           | 12.626                                                                                    | 27.204                                                                                    | -14.578                                                                                   |
| VIII.                                                                                     | Marzo 1918                                                                                | 15.001                                                                                    | 38.971                                                                                    | -23.970                                                                                   |
| IX.                                                                                       | Septiembre 1918                                                                           | 10.443                                                                                    | 49.414                                                                                    | -38.971                                                                                   |

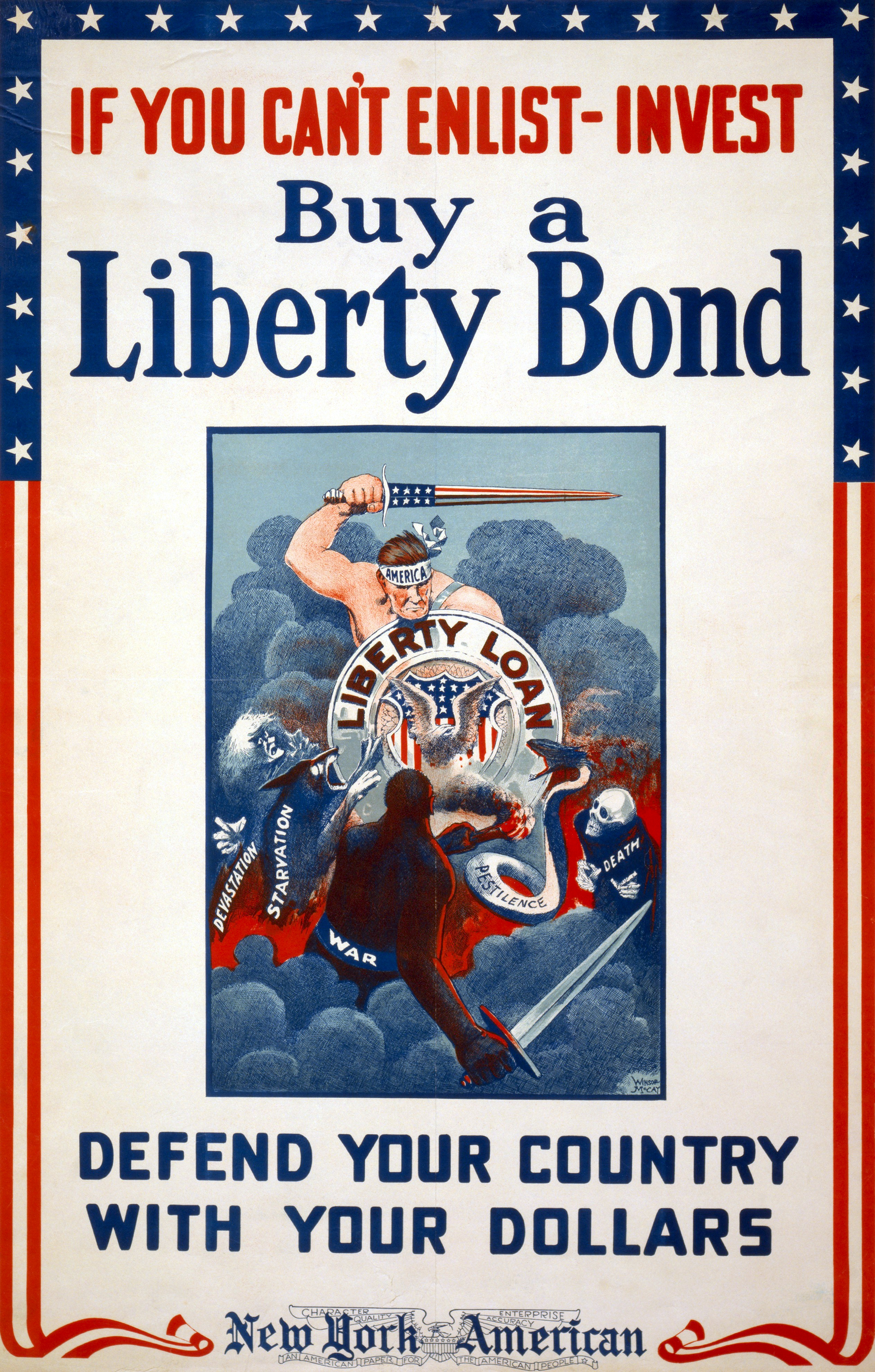
Cartel llamando a comprar bonos de liberación.

Charles Chaplin fue uno de los primeras personalidades en aunar esfuerzos para conseguir bonos de guerra junto a su colega de profesión Douglas Fairbanks.

### Segunda Guerra Mundial

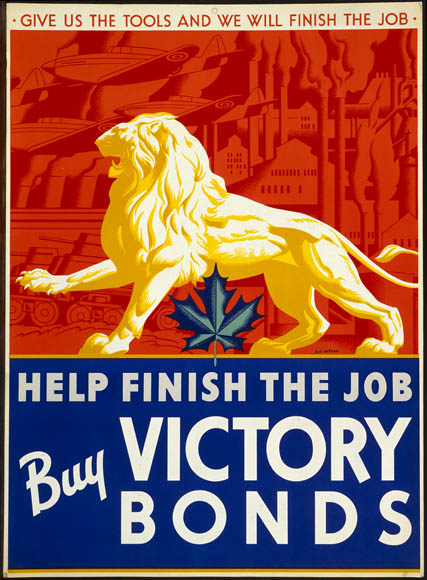
Cartel que llama a la compra de bonos canadienses.

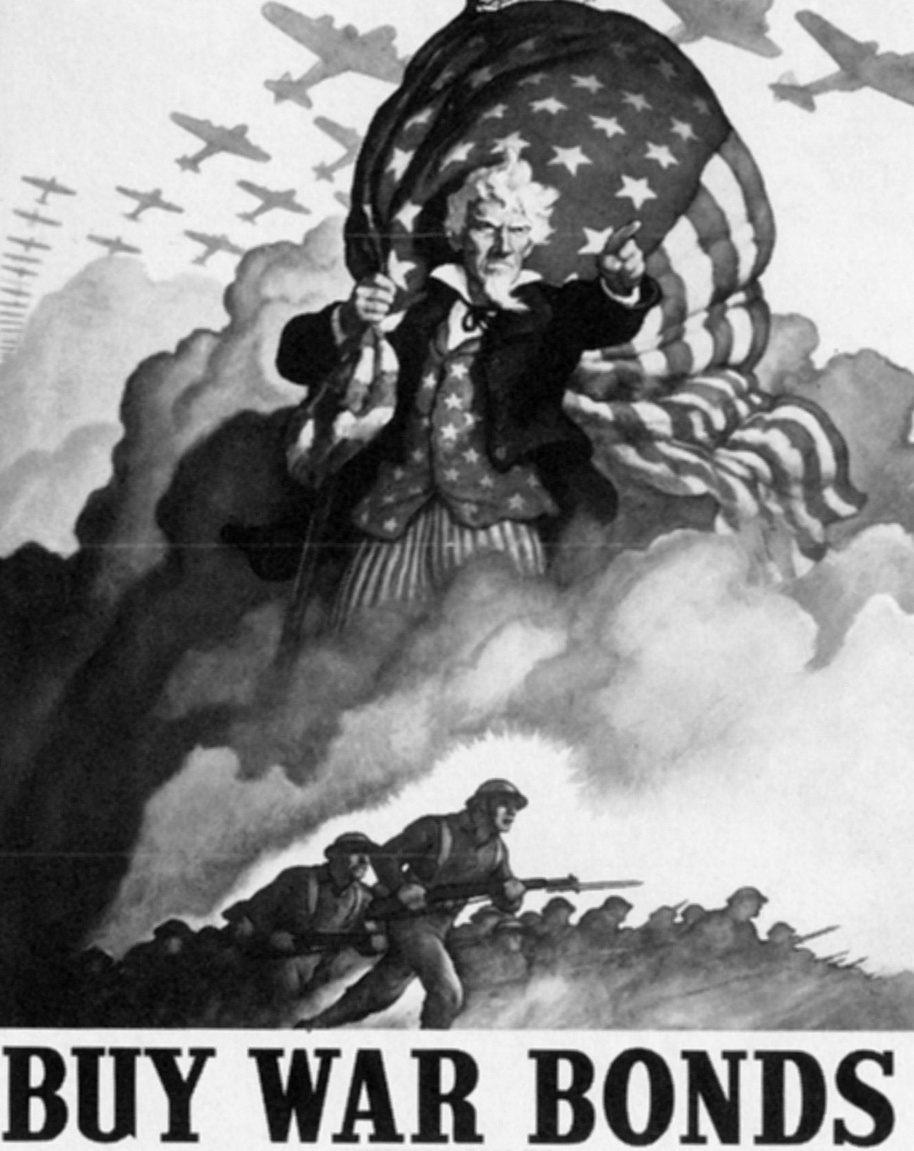
Cartel que llama a la compra de bonos estadounidenses en 1942.

## Hollywood
La industria del cine se puso manos a la obra para fomentar la venta de bonos.
- La primera actriz que colaboró en la guerra fue Marlene Dietrich ya que tenía fuertes convicciones políticas.
- La actriz Carole Lombard, esposa de Clark Gable, fallecía en accidente de avión cuando regresaba de su estado natal en acto de apoyo de las acciones bélicas contra Hitler.[4]
- Dorothy Lamour fue una de las más activas en promover la venta de bonos de guerra, se estima que gracias a ella se recaudaron 21 millones de dólares.[5]
- Cary Grant destinó todas las ganancias de la película The Philadelphia Story a esta causa.